# NGC 5365B
NGC 5365B је спирална галаксија у сазвежђу Кентаур која се налази на NGC листи објеката дубоког неба.
Деклинација објекта је - 43° 57' 51" а ректасцензија 13h 58m 39,5s. Привидна величина (магнитуда) објекта NGC 5365 износи 13,3 а фотографска магнитуда 14,1. NGC 5365B је још познат и под ознакама ESO 271-9, MCG -7-29-3, IRAS 13555-4343, PGC 49750.